# André Luiz (ur. 1980)
André Luiz Silva do Nascimento (ur. 27 stycznia 1980 w São João del Rei) – brazylijski piłkarz występujący na pozycji obrońcy.

## Kariera klubowa
André Luiz Silva zawodową karierę rozpoczynał w 2000 roku w klubie Cruzeiro EC. W sezonie 2000 zdobył z nim Copa do Brasil oraz zajął 3. miejsce w brazylijskiej ekstraklasie. W 2001 roku odszedł do Ipatingi, grającej w Campeonato Brasileiro Série C. W 2002 roku został graczem zespołu Tupi, występującego w lidze stanu Minas Gerais.
W 2003 roku trafił do pierwszoligowego Atlético Mineiro. W jego barwach zadebiutował 30 marca 2003 w wygranym 3:0 meczu rozgrywek Campeonato Brasileiro Série A z Corinthians Paulista. 19 kwietnia 2003 w wygranym 4:2 spotkaniu z EC Bahia strzelił pierwszego gola w lidze w barwach Atlético.
W 2005 roku André Luiz Silva podpisał kontrakt z francuskim AS Nancy. W Ligue 1 zadebiutował 30 lipca 2005 w przegranym 0:1 meczu z AS Monaco. 17 września 2005 w zremisowanym 1:1 spotkaniu z FC Metz strzelił pierwszego gola w trakcie gry w Ligue 1. W 2006 roku zdobył z klubem Puchar Ligi Francuskiej. Karierę kończył w 2013 roku w SE Palmeiras.
| Sezon   | Klub             | Kraj     | Rozgrywki | Mecze | Bramki | Rozgrywki Europy | Mecze | Bramki |
| ------- | ---------------- | -------- | --------- | ----- | ------ | ---------------- | ----- | ------ |
| 2003    | Atlético Mineiro | Brazylia | Serie A   | 30    | 1      | -                | -     | -      |
| 2004    | Atlético Mineiro | Brazylia | Serie A   | 32    | 4      | -                | -     | -      |
| 2005    | Atlético Mineiro | Brazylia | Serie A   | 10    | 0      | -                | -     | -      |
| 2005/06 | AS Nancy         | Francja  | Ligue 1   | 29    | 3      | -                | -     | -      |
| 2006/07 | AS Nancy         | Francja  | Ligue 1   | 33    | 0      | Liga Europy UEFA | 8     | 1      |
| 2007/08 | AS Nancy         | Francja  | Ligue 1   | 35    | 2      | -                | -     | -      |
| 2008/09 | AS Nancy         | Francja  | Ligue 1   | 36    | 3      | Liga Europy UEFA | 5     | 0      |
| 2009/10 | AS Nancy         | Francja  | Ligue 1   | 32    | 3      | -                | -     | -      |
| 2010/11 | AS Nancy         | Francja  | Ligue 1   | 34    | 5      | -                | -     | -      |
| 2011/12 | AS Nancy         | Francja  | Ligue 1   | 36    | 2      | -                | -     | -      |
| 2012/13 | AS Nancy         | Francja  | Ligue 1   | 18    | 2      | -                | -     | -      |
| 2013    | SE Palmeiras     | Brazylia | Serie B   | 21    | 1      | -                | -     | -      |